# Черен нож
Черният нож (Apteronotus albifrons) е тропически вид риба от семейство Аптеронотови.

## Физическа характеристика
Цялото тяло е черно с изключение на опашната перка, на която е образуван бял пръстен. Няма гръбна перка и се движи с помощта на издължена коремна перка. На дължина в естествена среда достига 50 cm, а в аквариум – 35—40 cm. Женската е по-дребна от мъжкия.

## Разпространение
Произлиза от басейна на р. Амазонка в Перу и на р. Парана в частта от Венецуела до Парагвай. Обитава бързо течащи води с песъчливо дъно. Предпочита води с pH в диапазона 6—8 и температура 23—28 °C.

## Начин на живот и хранене
Активен през нощта, през деня се крие. Електрическият орган, изпращащ импулси с висока честота, както и рецепторите по дължината на цялото ѝ тяло, помагат за ориентирането в мътната вода през нощта и за намирането на храна.

## Допълнителни сведения
Понякога се отглежда в аквариум.